# 叠彩街道
叠彩街道是中华人民共和国广西壮族自治区桂林市叠彩区下辖的一个街道。

## 行政区划
叠彩街道下辖以下地区：
宝积社区、叠彩社区、鹦鹉社区、虞山社区、回龙社区、观音阁社区、芦笛社区、九华社区、驿前社区、燕湖社区和清秀社区。